# Прогресс МС-21
Прогресс МС-21 — космический транспортный грузовой корабль (ТГК) серии «Прогресс», запуск которого состоялся 26 октября 2022 года со стартового комплекса «Восток» космодрома Байконур по программе 82-й миссии снабжения Международной космической станции. Это 174-й полёт космического корабля серии «Прогресс».

## Полёт и стыковка с МКС
Впервые планировалось применить одновитковую схему сближения со станцией, однако полёт всё же прошёл по двухсуточной схеме.
Стыковка с модулем «Поиск» состоялась 28 октября 2022 года, в 05:48:54 мск (02:48:54 UTC).
11 февраля 2023 года произошла разгерметизация системы терморегулирования корабля, весь хладагент был потерян. Так как эта авария похожа на разгерметизацию системы терморегулирования на корабле «Союз МС-22», произошедшей 15 декабря 2022 года, то Роскосмос проведёт дополнительный анализ причин обеих аварий для выявления возможной систематической проблемы.
Отстыковка от МКС была произведена 18 февраля 2023 года в 5:26 мск (2:26 UTC). Двигательная установка корабля включилась на торможение 19 февраля в 6:15 мск, а в 6:57 мск несгораемые обломки грузовика упали в несудоходном районе в южной части Тихого океана.

## Груз
Вес доставляемого груза составит 2520 кг, включая:
- 702 кг топлива для двигателей станции,
- 420 кг питьевой воды,
- 41 кг азота,
- 1357 кг продуктов питания, средств гигиены и прочих грузов для экипажа, а также аппаратуры для российского сегмента станции[9] и укладки для орбитальных экспериментов «Спланх», «Нейроиммунитет», «Коррекция», «Импакт», «Терминатор», «3D-печать»[10].